# 埃斯特雷伯夫
埃斯特雷伯夫（法語：Estrébœuf）是法国皮卡第大区索姆省的一个市镇，属于阿布维尔区索姆河畔圣瓦莱里县。该市镇2009年时的人口为243人。

## 人口
埃斯特雷伯夫人口变化图示
| 数据来源：INSEE |